# Cisco Unified Communications Manager
Pour les articles homonymes, voir CCM.
Cisco Unified Communications Manager (CCM) est un logiciel édité par Cisco qui permet de traiter les appels dans une entreprise. Le logiciel était précédemment nommé Cisco CallManager puis Cisco Unified CallManager.

## Présentation
Cisco Unified Communications Manager est un logiciel gérant le traitement d'appel au sein d'une solution Cisco Unified Communications.
Elle permet à l'entreprise d'étendre les services de téléphonie aux équipements réseaux comme les téléphones IP, les passerelles VoIP ou encore les applications multimédia. Le CCM peut aussi gérer les conférences multimédia, les boîtes vocales, les softphones, les logiciels de messagerie instantanée ou encore les services SMS.

Cisco Unified Communications Manager peut être installé sur un serveur de marque HP ou IBM, ou être préinstallé sur les serveurs Cisco (Cisco MCS Series 7800). Dans le cas d'un serveur préinstallé, le CCM dispose de plus d'options.
Les serveurs sont montés en cluster permettant une fluidité du trafic ainsi qu'une tolérance de panne.

## Historique
- La 3e version du logiciel était appelée Cisco CallManager. Elle fut remplacée le 29/01/2004 par Cisco Unified CallManager 4.0. Cette nouvelle version intègre des améliorations dans divers domaines comme :
  - La sécurité : avec le chiffrement, la vérification de l'identité, la possibilité d'assurer l'intégrité des données et la confidentialité.
  - L'interopérabilité : avec la possibilité de connecter des systèmes Q.SIG, mais aussi l'amélioration des API du CCM permettant l'intégration de plus d'applications dans le CCM et dans les téléphones IP Cisco.
  - L'usage : avec la gestion d'appels multiples (jusqu'à 200 par équipement et 16 par ligne), le transfert par aboutement (permettant de mettre des appelants en attente en mode conférence), le transfert en mode direct (permettant de mettre deux appelants en attente en conversation), le renvoi immédiat ("iDivert", permettant de renvoyer directement les appelants vers sa boîte vocale), l'affichage de la liste des participants à une conférence et la possibilité d'exclure un participant d'une conférence.
- Le 06/10/2004, Cisco sort la version 4.1 fournissant de nouvelles améliorations comme :
  - L'élargissement de la gamme de périphériques pouvant supporter les communications unifiées sécurisées (Cisco Unified IP Phones 7940G, 7960G, et 7970G, et les passerelles Media Gateway Control Protocol (MGCP)).
  - Le "Client Matter Code (CMC)" qui permet de gérer les coûts d'appel par client ou par service.
  - L'amélioration de la sécurité et des problèmes rencontrés avec HTTPS.
  - L'interopérabilité, avec le remplacement de chemin ISO/IEC et la complétion des appels.
  - Des nouvelles fonctionnalités d'administration qui permettent de configurer une boîte vocale simultanée avec un téléphone IP.
- Le 06/03/2006 la version 4.2 sort et améliore l'usage de fonctionnalités comme le parcage d’appels, l'inscription ou sortie d’un groupement d’appels, CCM Assistant et la fonction de prise d’appels Call Pickup.
- Le 31/08/2006 la version 4.3 permet au CCM de prendre en charge Windows Server 2003.
- Le 06/03/2006 la version 5 du CCM sort ; elle s'appelle désormais Cisco Unified Communications Manager et apporte de nouvelles fonctionnalités :
  - Prise en charge intégrale des lignes réseaux et des points d’extrémité SIP.
  - Le support des applications de présence comme Cisco Unified Personal Communicator et Cisco IP Phone Messenger.
  - Les serveurs Cisco vendus avec le CCM sont désormais basés sur un OS Linux. Les utilisateurs des versions 4 peuvent cependant mettre à jour leur logiciel.
  - L'amélioration du déploiement et de l'administration à travers le support pour les modèles appliances basés Linux.
  - L'amélioration du réseau en incluant l'Agent RSV Cisco.
- La version 5.1 apporte :
  - La prise en charge de l'arabe.
  - L'augmentation des possibilités des serveurs 7815 pour prendre en charge jusqu'à 500 périphériques.
  - L'amélioration de la possibilité de router immédiatement les appels entrants ou ceux allant vers la boîte vocale.
- La version 6 apporte ces fonctionnalités :
  - Possibilité de gérer des appels pour Cisco Unified Communications Manager Business Edition, une solution simplifiée à un serveur pour les entreprises de taille moyenne.
  - Intégration de Cisco Unified Mobility pour les téléphones mobiles.
  - La prise en charge des périphériques double-mode, téléphone Wifi/GSM.
  - La prise en charge du téléphone Cisco Unified IP Phone 7931G pour les entreprises de taille moyenne.

## L’administration et la configuration
L’administration de Cisco Unified Communications Manager (CUCM) devient, grâce au système provisioning, beaucoup plus simple, comme avec Kurmi Unified Provisioning] (édité par Kurmi software) ou TiM (Telephone Interface Communications Manager). Ces programmes simplifient et automatisent des tâches répétitives, facilitant ainsi le travail du département de technologie, de l'information et de la communication. Non seulement, Provisioning augmente l’efficacité du CUCM, mais il amplifie aussi ses fonctions. Les fonctionnalités d'administration du CUCM sont améliorées avec, par exemple pour Kurmi Unified Provisioning :
- Une interface web simple, ergonomique et multi-langues
- Une approche multi-clusters
- Une industrialisation et un fort ROI grâce à des fonctionnalités de profils
- Une granularité très fine de droits pour une délégation de l'administration
- La gestion des plages de numéros
- Le gel de compte
- Le déménagement d'utilisateurs
- Une solution souple pour interfacer avec les différents de l'entreprise